# Глобальная сеть экопоселений
Глоба́льная сеть экопоселе́ний — глобальная ассоциация людей и сообществ (экопоселений), которые посвящают себя образу жизни «с учётом будущих потребностей», живя так, чтобы природные ресурсы восстанавливались, используя природосберегающие технологии, давая природной среде больше, чем забирают. Члены Сети делятся идеями и информацией, передают технологии и развивают культурные и образовательные обмены.

## История
Хильда (Hildur) и Росс Джексон из Дании основали благотворительный фонд Gaia Trust, в 1991 году Фонд субсидировал изучение Робертом Гилманом и Дайаной Гилман самообеспечивающихся сообществ по всему миру. Отчёт «Экопоселения и самообеспечивающиеся сообщества» был выпущен в 1991 году. В отчёте указывалось, что несмотря на наличие большого числа интересных проектов экопоселений, то есть человеческих поселений, функционирование которых не наносит ущерба природе, полноценного идеального экопоселения не существовало на тот момент.
В 1991 фонд Gaia Trust созывает на встречу в Дании представителей от экосообществ, чтобы обсудить стратегии дальнейшего развития концепции экопоселений. Это приводит к созданию Global Ecovillage Network (GEN) — Глобальной сети экопоселений. В 1994 году была запущена Информационная служба экопоселений. В 1995 в городке Финдхорн (Шотландия) прошла первая международная конференция членов экопоселений, получившая название «Экопоселения и самообеспечивающиеся сообщества для XXI века». В 2001 году GEN получила статус особого консультанта при Экономическом и Социальном Совете (UN-ECOSOC), и стала партнёром Учебного и научно-исследовательского института ООН).

## Цель
Целью GEN является «оказание поддержки и поощрение развития природосберегающих и самообеспечивающихся поселений по всему миру».

## Члены движения
Сеть включает в себя несколько типов экопоселений:
- Экогорода, такие как Ауровиль в Южной Индии, Федерация Даманхур в Италии и Нимбин в Австралии;
- Деревенские экопоселения, такие как Gaia Asociación в Аргентине и Huehuecoyotl, в Мексике;
- Пермакультурные места, включая Crystal Waters в Австралии, Cochabamba в Боливии и Barus в Бразилии;
- Проекты городского возрождения, такие как Los Angeles EcoVillage и Христиания в Копенгагене;
- Образовательные центры, подобные Findhorn Foundation в Шотландии, Centre for Alternative Technology в Уэльсе и Ecovillage Training Center в Теннесси.

## Региональные отделения

### В мире
Офисы и волонтёры GEN есть в каждом из трех т. н. Регионов:
- GEN Europe — Европа,
- GEN Oceania and Asia (GENOA) — Океания и Азия,
- The Ecovillage Network of the Americas (ENA) — Америка.

### В России
В июле 2005 года в экопоселении Гришино состоялась встреча и была создана Российская сеть экопоселений, в которую вошли экопоселения Гришино, Нево-Эковиль и Большой Камень и которая вступила в Европейскую сеть экопоселений в качестве коллективного члена. Цели Российской сети экопоселений:
- продвижение идеи экопоселений в обществе.
- усиление общения и диалогов между российскими и зарубежными экопоселениями.
- вовлечение активистов российских экопоселений в международные проекты по экологизации.

В 2006 году житель Сетевого экопоселения Большой Камень, Мирзагитова Ляйсан, на ежегодной ассамблее вошла в Совет Европейской сети экопоселений от Российской сети экопоселений. 16-17 июля 2011 года в экопоселении Гришино состоялась встреча представителей экопоселений, родовых поселений и экологических инициатив.  Было принято решение о преобразовании Российской сети экопоселений в Сеть экопоселений и экологических инициатив России с образованием юридического лица. 20 января 2012 это решение было реализовано - зарегистрировано Некоммерческое партнерство содействия экопоселениям "Сеть экопоселений и экологических инициатив" (НП СЭиЭИ - Non-profit Partnership for Ecovillages Development "Ecovillage & Eco-Initiative Network"). Российская сеть экопоселений расширилась, в неё также вошли в качестве полноправных участников Экопоселение Ясное, инициативные группы экопоселения Ковчег, родового поселения Благодать, Некоммерческой общественной организации «Добрая Земля» с участниками из родовых поселений Родное, Ладное, Солнечное, Заветное, Мирное, Чудное. В Сеть экопоселений и экологических инициатив также вошли несколько ассоциативных участников - физических лиц, в том числе представляющие экопроекты "Первое экоиздательство "Зеленая книга", "Бюро экорешений GreenUp", "Экодом".